# اینسامنیوم
اینسامنیوم (به انگلیسی: Insomnium) یک گروه ملودیک دث متال فنلاندی است که از سال ۱۹۹۷ فعالیت خود را آغاز کرد. آنها در ابتدا و پیش از از قرارداد با کمپانی کندل‌لایت، دو ضبط دمو انجام دادند و نخستین آلبوم استودیویی خودشان را هم در سال ۲۰۰۲ منتشر کردند.

## آلبوم‌ها
| نام                            | سال  |
| ------------------------------ | ---- |
| In the Halls of Awaiting       | 2002 |
| Since the Day It All Came Down | 2004 |
| Above the Weeping World        | 2006 |
| Across the Dark                | 2009 |
| One for Sorrow                 | 2011 |
| Shadows of the Dying Sun       | 2014 |
| Winter's gate                  | 2016 |